# Lanistes graueri
Lanistes graueri es una especie de molusco gasterópodo de la familia Ampullaridae en el orden de los Mesogastropoda.

## Distribución geográfica
Es endémica de la República Democrática del Congo.